# Las Piedras (Uruguay)
Las Piedras is een stad in Uruguay. Las Piedras ligt net ten noorden van Montevideo en is net zoals La Paz en Pando een van de vele satellietsteden van de Uruguayaanse hoofdstad. Het is de grootste stad van het departement Canelones. Met 69.222 inwoners is het tevens de op vier na grootste stad van Uruguay.
De stad functioneert eigenlijk als een uitvalsbasis voor pendelaars. Het overgrote deel van de bevolking van Las Piedras gaat namelijk in Montevideo werken. Gaandeweg is in deze situatie verandering gekomen.
In tegenstelling tot andere satellietsteden is Las Piedras zó hard gegroeid dat de stad een eigen functie begint te vervullen. Het is ondertussen de op drie na grootste stad van het land geworden en heeft een eigen economie ontwikkeld. Bovendien is haar positie uitstekend voor een "road-side-economie". Langs de grote invalswegen van en naar Montevideo ontstonden duizenden zaken waar passanten hun aankopen doen voor en na het werk om zo tijd uit te sparen. Het economisch succes van Las Piedras is dus vooral te danken aan de ligging ervan tussen de hoofdstad en andere grote steden als Canelones en Santa Lucía.

## Geboren
- Jorge Barrios (1961), Uruguayaans voetballer en voetbalcoach
- Richard Morales (1975), Uruguayaans voetballer